# Reginald Horace Blyth
Reginald Horace Blyth (3 de diciembre de 1898-28 de octubre de 1964) fue un escritor inglés devoto de la cultura japonesa.

## Primeros años
Blyth nació en Essex, Inglaterra. Su padre era un ferroviario. En 1916, durante la Primera Guerra Mundial, fue encarcelado en Wormwood Scrubs como objetor de conciencia, antes de trabajar en el Centro de Trabajo de Princetown (que fue antes, o volvió a serlo después, la prisión de Dartmoor). Tras la guerra estudió en la Universidad de Londres, donde estudió Filología inglesa y de donde se graduó en 1923, con honores. Adoptó un estilo de vida vegetariano, que mantuvo durante toda su vida.
Blyth tocaba la flauta, construyó instrumentos musicales, y aprendió por sí mismo varias lenguas europeas. Sentía una gran afinidad por la música de Bach. En 1924 recibió un certificado que lo habilitaba como profesor. Ese mismo año, se casó con Annie Bercovitch, una amiga de la universidad. Según algunos, se trasladó a la India, donde enseñó por un tiempo hasta que hizo sentir su descontento con la dominación colonial británica. Otros estudiosos descartan este episodio, considerando que se trata de una invención del mentor de Blyth, Daisetsu Teitaro Suzuki (Pinnington, 1997).

## Corea (1925-1935)
En 1925, los Blyths se trasladaron a Corea (que estaba entonces bajo el dominio de Japón), donde Blyth se convirtió en profesor adjunto de inglés en la Universidad de Keijo en Seúl. Mientras se encontraba en Corea, Blyth comenzó a aprender japonés y chino, y estudió Zen con el maestro Hanayama Taigi de Myōshin-ji Keijo Betsuin (Seúl). En 1933, adoptó de manera informal a un estudiante coreano, cuyos estudios en Corea y en Londres sufragó. (Pinnington, 1997). Su esposa regresó sola a Inglaterra en 1934. Más tarde, la siguió y se divorciaron poco después, en 1935.

## Japón (1936-1964)
Tras regresar a Seúl en 1936, Blyth se volvió a casar en 1937 con una mujer japonesa llamada Kishima Tomiko (Pinnington, 1997), con quien más tarde tuvo dos hijas, Nana Blyth y Harumi Blyth. Se trasladó a Kanazawa, en Japón, y comenzó a trabajar como profesor de inglés en la Escuela Superior Cuarta (que se convertiría más tarde en la Universidad de Kanazawa).
Cuando la Segunda Guerra Mundial estalló, Blyth fue internado como enemigo por su condición de extranjero (británico). A pesar de que expresó su simpatía por Japón y pidió la ciudadanía japonesa, se le denegó. Durante su internamiento, su extensa biblioteca fue destruida en un bombardeo.
Después de la guerra, Blyth trabajó diligentemente para las autoridades, tanto japonesas como estadounidenses, facilitando la transición a la paz. Blyth funcionó como enlace con la Casa Imperial japonesa, y su íntimo amigo, Harold Gould Henderson, estaba en el personal del general Douglas MacArthur. Juntos ayudaron a redactar la declaración Ningen sengen, en la cual el emperador Hirohito se declaró a sí mismo un ser humano, no divino.
En 1946, Blyth era profesor de inglés en la Universidad de Gakushuin, y dio clases de esta materia al príncipe heredero (más tarde emperador) Akihito. 
Blyth hizo mucho por popularizar la filosofía Zen y la poesía japonesa (especialmente el haiku) en Occidente. En 1954, fue galardonado con un doctorado en literatura por la Universidad de Tokio, y en 1959 recibió el Cuarto Grado del Zuihōshō (Orden del Mérito) .
Blyth murió en 1964, de un tumor cerebral y complicaciones de una neumonía, en el Hospital Seiroka en Tokio. Fue enterrado en el cementerio de la Shokozan Tokei Soji Zenji Temple en Kamakura, al lado de su viejo amigo, DT Suzuki. Dejó el siguiente epigrama funerario:
Sazanka ni kokoro nokoshite tabidachinu
Dejo mi corazón
a la flor sasanqua
el día de este viaje.

## Blyth y el haiku
Tras el interés temprano de los imaginistas por el haiku, este género atrajo poca atención en inglés, hasta la aparición, después de la Segunda Guerra Mundial, de una serie de estudios muy influyentes sobre el haiku japonés.
En 1949, con la publicación en Japón del primer volumen de Haiku, la tetralogía de Blyth sobre el género, el haiku se introdujo en el mundo occidental de la posguerra. Blyth escribió varias obras sobre el Zen, el haiku, el senryu y otras formas de literatura japonesa y asiática, entre las que destacan El Zen en la literatura inglesa y los clásicos orientales (1942), su serie de cuatro volúmenes Haiku (1949-52) , que tratan fundamentalmente del haiku clásico, aunque incluyen a Shiki, y sus dos volúmenes de Historia del Haiku (1964). Hoy en día se le recuerda sobre todo por su labor como introductor del haiku en la cultura inglesa.
Las actitudes hacia el trabajo de Blyth varían: por un lado, se le aprecia como divulgador de la cultura japonesa; por el otro, algunos critican su manera de presentar el haiku y el zen, que consideran simplista. Muchos escritores contemporáneos occidentales de haiku se iniciaron en el género a través de sus obras. Entre ellos figuran los escritores de San Francisco y de la Generación Beat, como Jack Kerouac, Gary Snyder y Allen Ginsberg, así como J. D. Salinger. Muchos miembros de la "comunidad haiku" internacional también leyeron los primeros libros sobre el haiku de Blyth, entre ellos el escritor estadounidense James W. Hackett (nacido en 1929), Eric Amann, William J. Higginson, Virgilio Anita, Reichhold Jane y Gurga Lee. Algunos han señalado la aversión que Blyth sentía por el haiku sobre temas más modernos y su tendencia a establecer una conexión directa entre el haiku y el zen, una conexión desestimada por muchos poetas modernos japoneses. (Basho, de hecho, pensaba que su devoción por el haiku le impidió alcanzar la iluminación.) Además, muchos de los poetas clásicos de haiku japoneses, entre ellos Chiyo-ni, Buson e Issa, eran budistas de la Tierra Pura, no zen.) Blyth tampoco veía favorablemente los haiku japoneses compuestos por mujeres, restando importancia a sus importantes contribuciones al género, especialmente durante la época de Basho y del siglo XX.
Aunque Blyth no previo la composición de haikus en idiomas distintos del japonés cuando comenzó a escribir sobre el tema, y aunque no fundó una escuela poética, sus obras estimularon la escritura de haikus en inglés. Al final del segundo volumen de su Historia del Haiku (1964), señaló que "El desarrollo más reciente en la historia del haiku es uno que nadie había previsto: la escritura de haiku fuera de Japón, no en japonés." Tras ese comentario citó algunos versos originales en inglés de Hackett, con el que mantenía correspondencia.

## Obras
- Zen in English Literature and Oriental Classics, The Hokuseido Press, 1942. ISBN 0-9647040-1-3  (Online copy(with paid subscription))
- Haiku, 1949–1952, en cuatro volúmenes. Volumen 1: Eastern Culture. Volumen 2: Spring. Volumen 3: Summer-Autumn. Volumen 4: Autumn-Winter. The Hokuseido Press, ISBN 0-89346-184-9
- Senryu: Japanese Satirical Verses, The Hokuseido Press, 1949 ISBN 0-8371-2958-3
- Japanese Humour,  Japan Travel Bureau, 1957
- Japanese Life and Character in Senryu, 1959.
- Oriental Humor, 1959.
- Zen and Zen Classics, in cinco volúmenes. Volumen 1: General Introduction,from the Upanishads to Huineng.1960.ISBN 0-89346-204-7. Volumen 2: History of Zen,1964. ISBN 0-89346-205-5. Volumen 3: History of Zen. 1970. Volumen 4: Mumonkan.1966. Volumen 5: Twenty-Five Zen Essays.1962. ISBN 0-89346-052-4. The Hokuseido Press.
- Edo Satirical Verse Anthologies, 1961. The Hokuseido Press.
- A History of Haiku en dos volúmenes. Volumen 1: From the Beginnings up to Issa.ISBN 0-9647040-2-1. Volumen 2: From Issa up to the Present.ISBN 0-9647040-3-X.1963.The Hokuseido Press.
- Games Zen Masters Play : writings of R. H. Blyth, 1976.
- A Survey of English Literature.
- Humour in English Literature: A Chronological Anthology.
- Easy Poems. Vol 1 and 2.
- How to Read English Poetry.
- Dorothy Wordsworth's Journals (With Introduction and Footnotes).
- A Week on the Concord and Merrimack River (Shortened,with Introduction and Notes).
- Buddhist Sermons on Christian Texts, Heian International, 1976, ISBN 978-0-89346-000-6

## Obras sobre Blyth
- Ikuyo Yoshimura, The Life of R. H. Blyth, 1996
- Robert Aitken, Original Dwelling Place, 1996
- Dower, John W. (1999). Embracing Defeat|Embracing Defeat: Japan in the Wake of World War II. New York: W. W. Norton. 10-ISBN 0-393-04686-9; 13-ISBN 978-0-393-04686-1; OCLC 39143090
- Pinnington, A. Ch. 19, R.H. Blyth in Britain & Japan: Biographical Portraits; Japan Society; 1994; ISBN 1-873410-27-1